# Chełmża
Chełmża (tyska Culmsee, Kulmsee) är en stad i vojvodskapet Kujawy-Pomorze i norra Polen. Chełmża är belägen vid en sjö sydöst om Chełmno och har drygt 15 000 invånare (2012).

## Historia
Orten tillhörde länge det polsk-litauiska samväldet. Chełmża fick stadsprivilegier år 1251 och blev samtidigt biskopssäte. Den romersk-katolska katedralen uppfördes på 1200-talet och genomgick en restaurering på 1400-talet.
Efter polens första delning 1772 tillföll staden kungariket Preussen, där orten kallades Culmsee. Under preussiskt styre var Culmsee en stad i
regeringsområdet Marienwerder i provinsen Västpreussen. 1905 hade orten 10 004 invånare och stort sockerbruk fanns också i Chełmża. Stadens gamla slott var till 1772
domkapitlets och till 1824 residens för biskoparnas av Culm.
Efter Tysklands nederlag i första världskriget avträddes staden till Polen.